# Kuaican che
Kuaican Che (xinès tradicional: 快餐車, xinès simplificat: 快餐车, pinyin: Kuàicān Chē; cantonès: Faai3 Caan1 Ce1) és una pel·lícula hong-konesa dirigida per Sammo Hung Kam-Bo que va ser estrenada en castellà amb el nom de Los supercamorristas: El títol original en xinès, que es pot traduir per: “Camió de menjar”, que no va ser l'inicialment previst (el motiu tenia a veure amb el fet que el que li corresponia es considerava que no donaria bona sort després de dos fracassos comercials). Una de les versions en anglés és Wheels on Meals. El film està ambientat a Barcelona i entre altres escenaris apareixen La Sagrada Família i Les Rambles

## Argument
Tomàs i David són cosins i es guanyen la vida amb una furgoneta preparant i servint menjar ràpid xinès. Les seves vides es creuen amb Moby i la Sílvia. Moby és un detectiu privat que rep l'encàrrec de trobar la Sílvia, una lladre de carteres, que resulta ser l'hereva d'una família molt rica, però un malvat comte la vol segrestar. Els tres homes, Tomàs, David i Moby ajudaran Sílvia a escapar dels perills dels homes enviats pel comte.

## Repartiment
- Jackie Chan (en el paper de Tomàs)
- Sammo Hung (detectiu Moby)
- Yuen Biao (David)
- Lola Forner (Sílvia)
- Benny Urquidez (malfactor)
- Keith Vitali (malfactor)
- Herb Edelman (Henry Matt)
- José Sancho (Mondale, el dolent)
- Susanna Sentís (Glòria)
- Paul Chang (el pare de David i oncle de Tomàs; està internat en un Psiquiàtric)
- Amparo Moreno (Susanna)
- Richard Ng (brillant pacient mental)
- John Shum (pacient mental)
- Wu Ma (pacient mental que fa de rellotge)
- Lau Sau-leung